# Photuris
Photuris  (лат.) — род жуков из семейства светляков (Lampyridae). Хищники, поедающие светляков из рода Photinus, использующие мимикрию под свечение самцов жертв: самки Photuris охотятся на самцов Photinus, подражая свечению последних и таким образом привлекая их. Было обнаружено, что при этом самки получают с поеданием жертвы особые стероиды люцибуфагины, отпугивающие пауков. Самцы Photuris, чтобы привлечь самок, испускают брачные сигналы самцов Photinus, а когда самки Photuris приближаются на опасное расстояние, меняют сигналы на сигналы своего вида — призыв к спариванию.

## В культуре
Вид Photuris pennsylvanica является символом штата Пенсильвания.